# Кетон малини
Кетон малини (систематична назва ― 4-(4-гідроксифеніл)бутан-2-он) ― органічна сполука, ароматизатор. Формула - {\displaystyle {\ce {HOC6H4CH2CH2COCH3}}}. За стандартних умов є білою або безбарвною кристалічною речовиною із солодким фруктовим запахом. Погано розчиняється у воді, помірно розчиняється в етанолі.

## У природі
Кетон малини зустрічається в малині, журавлині й ожині, а також у персиках, яблуках, винограді та ревені. Але вміст цієї сполуках у фруктах дуже низький, наприклад, в одному кілограмі малини від 1 до 4 міліграмів кетону малини.

### Біосинтез
Кетон малини утворюється з п-кумаринової кислоти. Спочатку утворюється тіоестер цієї кислоти з коферментом А, кумароїл-КоА, який реагує з малонілом КоА, утворюючи 4-(4-гідроксифеніл)бут-3,4-ен-2-он, при відновленні якого утворюється кетон малини.

## Синтез

### З 4-гідроксибензальдегіду
4-(4-гідроксифеніл)бутан-2-он можна отримати гідрогенізацією 4-(4-гідроксифеніл)бут-3,4-ен-2-ону, який є продуктом альдольної конденсації 4-гідроксибензальдегіду з ацетоном:

Перша реакція проходить у присутності лугу. Друга реакція вимагає каталізатора. Окрім родію може бути використано борид нікелю.

### Алкілюванням фенолу
Інший спосіб ― алкілювання фенолу за Фріделем-Крафтсом 4-гідроксибутан-2-оном у присутності монтморилоніту як каталізатора.
Каталізатором може бути також йонна рідина. Дослідження показало, що найкращий результат спостерігається при використанні гідросульфату 3-сульфопропілтриетиламіну за температури 50°C. Вихід становить 82,5%.
{\textstyle {\ce {HO-C6H5 + HO-CH2CH2COCH3 ->[(C_2H_5)_3(HSO_3C_3H_6)N^+ HSO_4^-]HO-C6H4-CH2CH2COCH3 + H2O}}}

## Застосування
Кетон малини є ароматизатором. Його використовують у безалкогольних напоях і солодощах.